# Hilberts tjugotredje problem
Hilberts tjugotredje problem är det sista Hilberts 23 problem, utformat år 1900, och handlar om fortsatt utveckling av variationskalkylen. Problemet är för vagt för att kunna betraktas som vare sig löst eller olöst. Variationskalkylen har dock utvecklats under 1900-talet.